# Cascada de gel
Una cascada de gel és una cascada de trossos de gel que forma part d'algunes glaceres que es caracteritzen per tenir un flux ràpid i una superfície caòtica molt esquerdada. Potser la conseqüència més notable del flux glacial, les cascades de gel ocorren quan s'inclina el jaç de les glaceres o s'estrenyen. El terme «trencada de gel» s'empra per analogia amb les cascades d'aigua, un fenomen de flux similar, encara que de molta més velocitat.
Sol reservar-se l'expressió cascada gelada per a aquelles cascades d'aigua que en certes èpoques de l'any estan congelades.

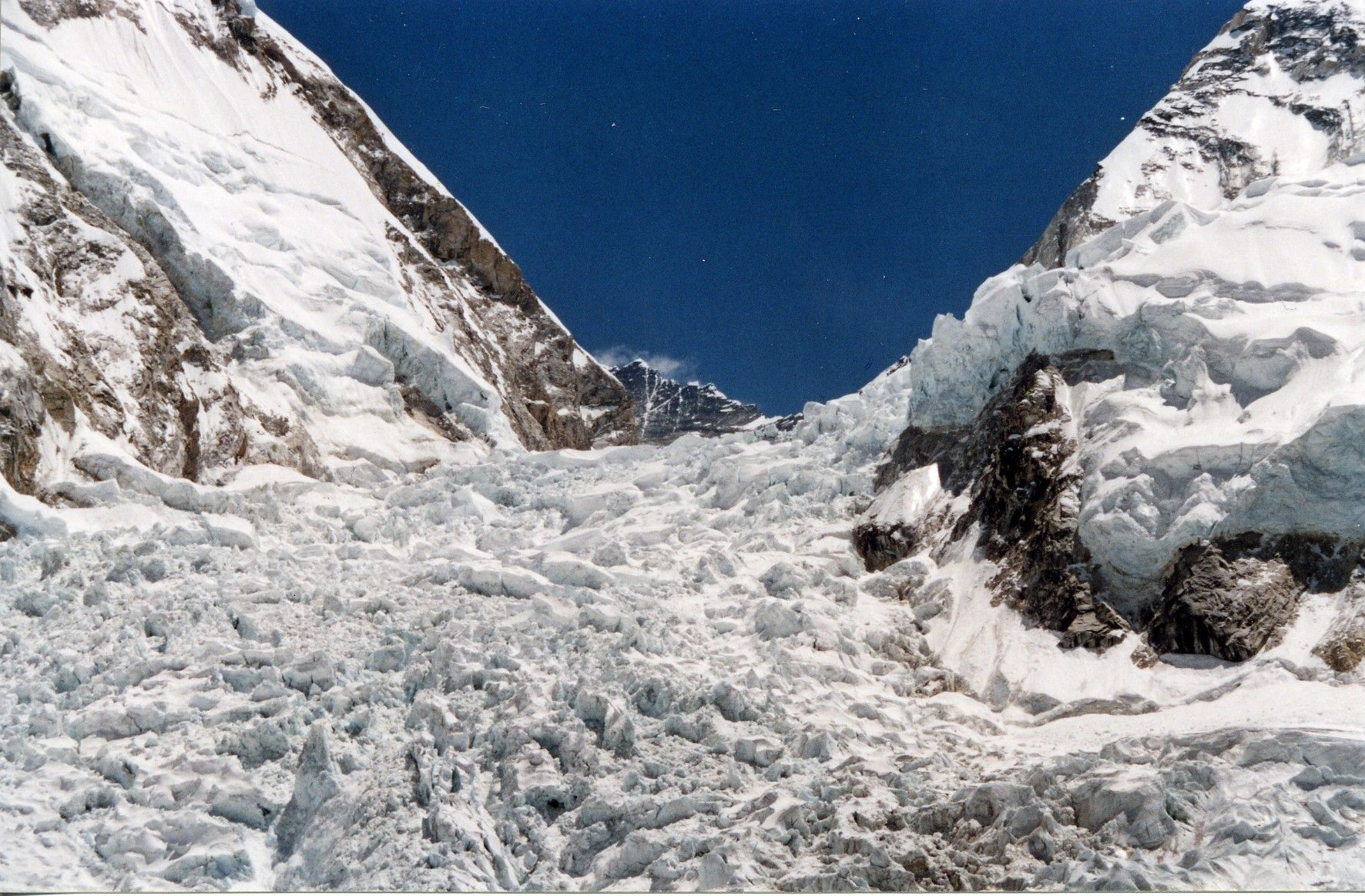
La cascada de gel Khumbu, a la muntanya Everest

## Formació
La velocitat del flux de gel de les glaceres és d'uns pocs centenars de metres per any o menys. No obstant això, el flux de gel en una cascada de gel es pot mesurar en km/any. Aquest fluir tan ràpid no pot ser satisfet per la deformació plàstica del gel i per això, es fractura formant esquerdes. La intersecció d'aquestes fractures forma columnes de gel o seracs. Aquests processos són imperceptibles en la majoria de les glaceres i no obstant això, un serac pot col·lapsar o caure abruptament i sense previ avís. Aquest comportament suposa sovint el major risc per als muntanyencs que escalen una cascada de gel.
Per sota de la cascada de gel, el jaç de la glacera s'aplana o amplia i redueix el flux de gel. Les esquerdes es tanquen i la superfície de la glacera es torna molt més suau i més fàcil de recórrer.

## Descripció
Les cascades de gel varien molt en l'altura. La cascada de gel de la glacera Roosevelt, en la cara nord de la muntanya Baker (a la serralada de les Cascades, EUA), té uns 730 m d'altura. El penya-segat de gel de la part esquerra de la cascada de gel cau sobre la runa que cobreix la glacera i té una altura de 20 a 40 m. Típic de les glaceres de muntanya, aquesta cascada de gel es forma quan el gel flueix des d'un altiplà de gran altitud o zona de conca d'acumulació a una zona inferior de la vall d'ablació. Cascades de gel molt majors poden trobar-se a la sortida de les glaceres de les capes de gel continentals. La cascada de gel que alimenta la glacera Lambert, a l'Antàrtida, té 7 km d'ample i 14km de llarg, encara que la diferència d'elevació és de 400 m, una mica menys de la meitat que la cascada de gel de la glacera Roosevelt.

## Alpinisme
Les cascades de gel s'escalen per la seva bellesa i el repte que plantegen. En alguns casos, una cascada de gel ofereix l'única ruta possible o la més fàcil fins a una cara d'una muntanya. Un exemple és la cascada de gel de Khumbu, en el costat nepalès de la muntanya Everest, descrita com a «traïdora» i «perillosa». Es troba a 5.500 m sobre el nivell del mar.

## Exemples

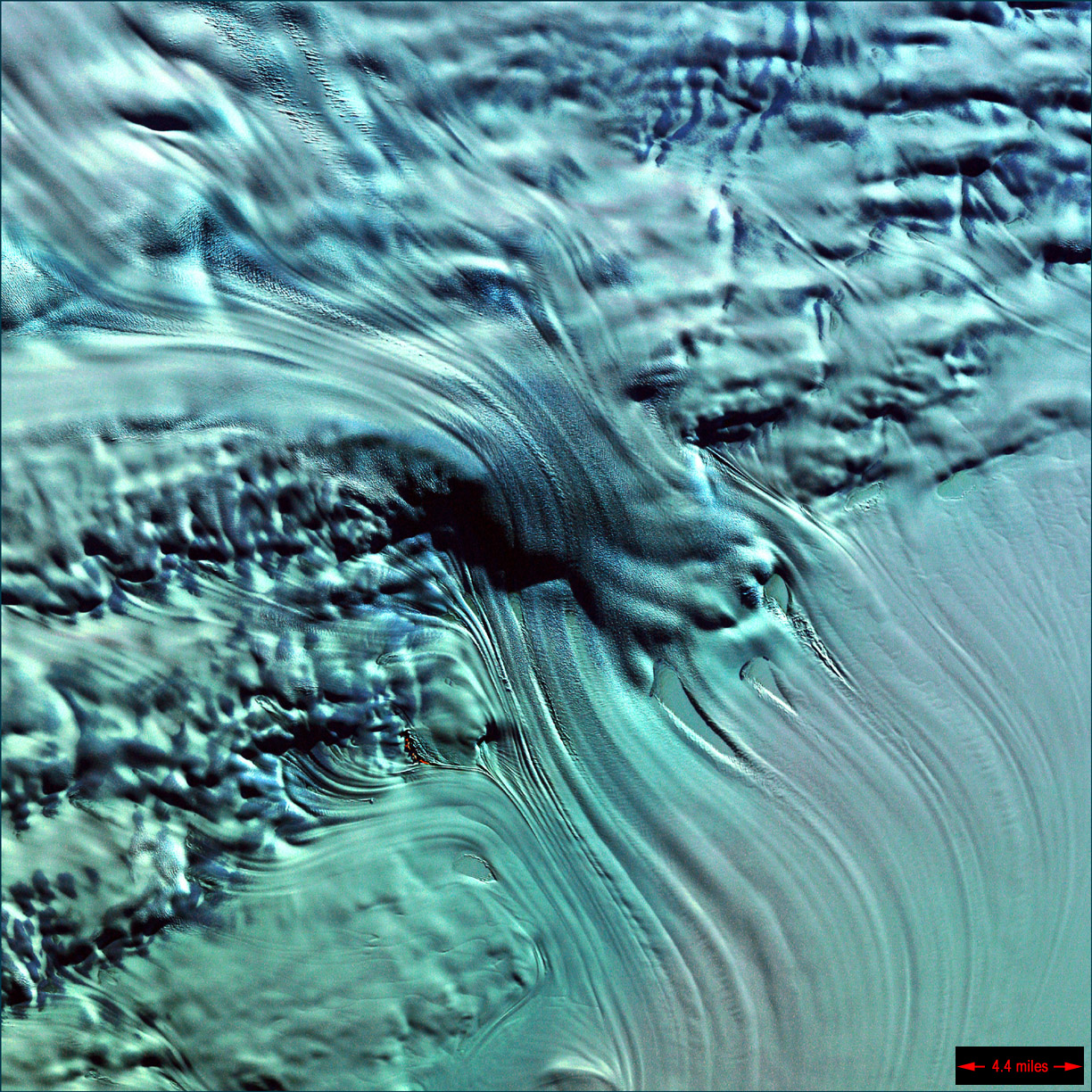
Una cascada de gel en l'alimentació de la glacera Lambert, Antàrtida
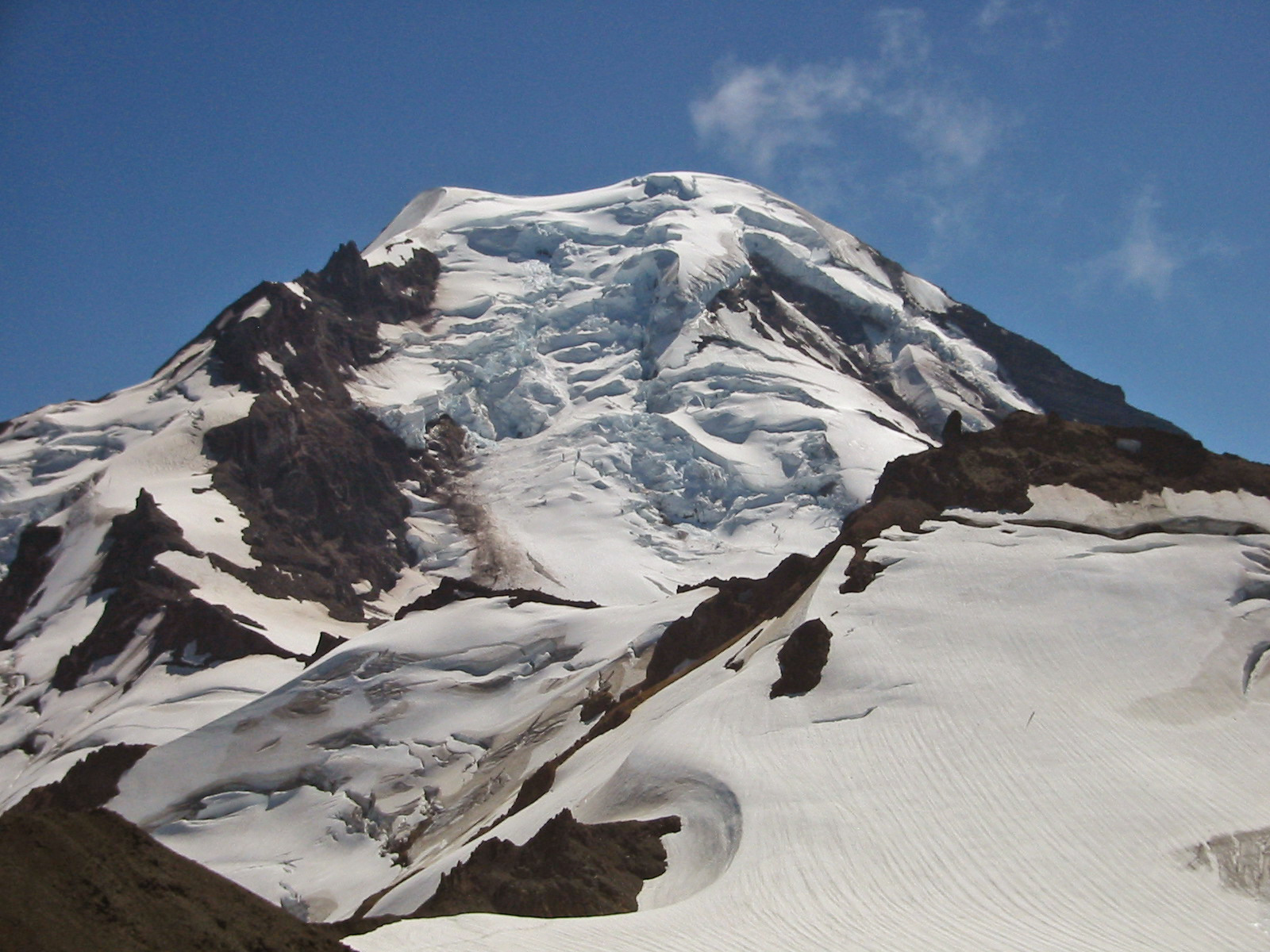
La cascada de gel de 730 m (centre) a la glacera Roosevelt, a la muntanya Baker, estat de Washington, EUA.
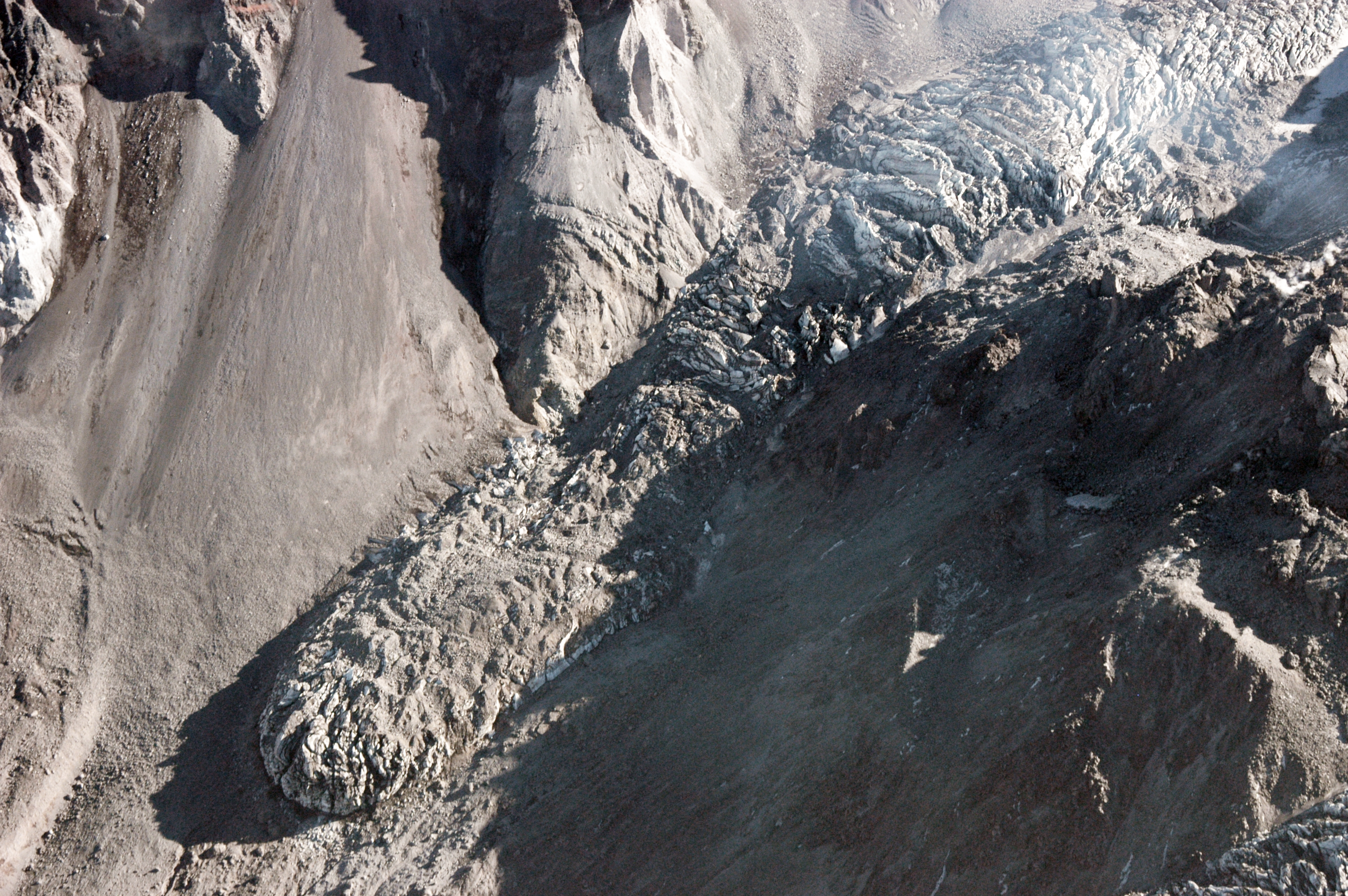
Una petita cascada de gel en el lòbul aquest de la nova glacera Crater a la muntanya Saint Helens.